# 52 Rezerwowa Dywizja Piechoty (Cesarstwo Niemieckie)
52 Rezerwowa Dywizja Piechoty (niem. 52. Reserve-Division)  – związek taktyczny Armii Cesarstwa Niemieckiego. 
W sierpniu 1914 rozwinięto w Niemczech do etatów wojennych istniejące w okresie pokoju związki operacyjne (armie) i związki taktyczne. W tym też miesiącu z rekrutów, rezerwistów i ochotników znajdujących się  w korpuśnych ośrodkach szkoleniowych zorganizowano jednostki rezerwowe.

W składzie XXVI Rezerwowego Korpusu Armijnego została rozwinięta między innymi 52 Rezerwowa Dywizja Piechoty. W I wojnie światowej dywizja walczyła na froncie zachodnim.

## Struktura organizacyjna
Skład w 1914:
- dowództwo dywizji
- 103 Rezerwowa Brygada Piechoty
  - 237 rezerwowy pułk piechoty
  - 238 rezerwowy pułk piechoty
- 104 Rezerwowa Brygada Piechoty
  - 239 rezerwowy pułk piechoty
  - 240 rezerwowy pułk piechoty
- 24 rezerwowy batalion strzelców
- 52 rezerwowy oddział kawalerii